# Dopes to Infinity
Dopes to Infinity è il terzo album in studio del gruppo rock statunitense Monster Magnet, pubblicato nel 1995.

## Tracce
Testi e musiche di Dave Wyndorf, tranne dove indicato.
1. Dopes to Infinity – 5:43
2. Negasonic Teenage Warhead – 4:28
3. Look to Your Orb for the Warning – 6:32
4. All Friends and Kingdom Come – 5:38
5. Ego, the Living Planet – 5:07
6. Blow 'Em Off – 3:51
7. Third Alternative – 8:33
8. I Control, I Fly (Wyndorf, Jon Kleiman) – 3:18
9. King of Mars – 4:33
10. Dead Christmas – 3:54
11. Theme from "Masterburner" (Wyndorf, Joe Calandra) – 5:06
12. Vertigo – 5:41

## Formazione
- Dave Wyndorf - voce, basso, chitarra, percussioni, theremin, organo, campane, mellotron
- Ed Mundell - chitarra, basso, cori
- Joe Calandra - basso, chitarra, cori
- Jon Kleiman - batteria, percussioni, basso, cori